# 塞纳河畔日耶
塞纳河畔日耶（法語：Gyé-sur-Seine，法語發音：[ʒje syʁ sɛn]）是法国奥布省的一个市镇，位于该省东南部，属于特鲁瓦区。

## 地理
塞纳河畔日耶（48°1'45"N, 4°25'45"E）面积23.66 平方千米，位于法国大東部大區奥布省，该省份为法国中北部省份，北起马恩省，西接塞纳-马恩省，西南至约讷省，东南至科多尔省，东临上马恩省。
与塞纳河畔日耶接壤的市镇（或旧市镇、城区）包括：库尔特龙、朗德勒维尔、乌尔斯河畔洛什、塞纳河畔米西、塞纳河畔讷维尔、普莱讷圣朗日、莱里塞、埃苏瓦。

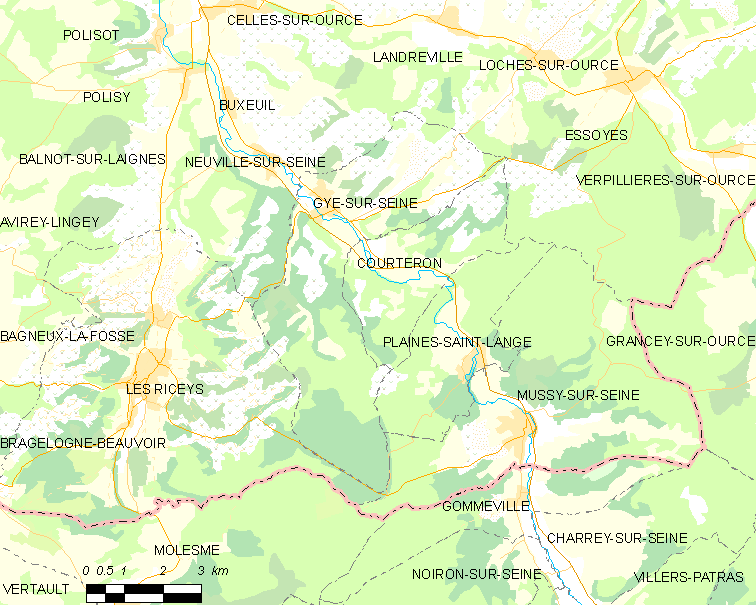
塞纳河畔日耶的OSM定位图

塞纳河畔日耶的时区为UTC+01:00、UTC+02:00（夏令时）。

## 行政
塞纳河畔日耶的邮政编码为10250，INSEE市镇编码为10170。

## 政治
塞纳河畔日耶所属的省级选区为塞纳河畔巴尔县。

## 人口

1962-2008年间塞纳河畔日耶人口变化图示

塞纳河畔日耶于2022年1月1日时的人口数量为464人。